# Protein S
Das Protein S (S für Seattle) ist ein Vitamin-K-abhängiges Plasma-Glykoprotein, welches u. a. in der Leber gebildet wird. Es wirkt der Entstehung von Blutgerinnseln (Thromben) entgegen und steigert zudem deren Auflösung (Fibrinolyse).

## Biochemie
Protein S ist eine Plasma-Serin-Protease, welche beim Menschen in den Leberzellen, im Endothel und anderen Gewebe gebildet wird. Dieser Vorgang ist Vitamin-K-abhängig. Das Protein S wirkt als Kofaktor von Protein C, welches die Gerinnungsfaktoren Va, sowie VIIIa inaktiviert und abbaut. Dies bremst das Ablaufen der normalen Blutgerinnung.
Des Weiteren unterstützt Protein S die Phagozytose von apoptotischen Zellen und spielt auch eine Rolle beim Ablauf von Entzündungsvorgängen.
Etwa 60 % des im menschlichen Blutplasmas vorkommenden Protein S liegt gebunden an das „C4b bindende Protein“ (C4BP) vor.

Die Blutgerinnungskaskade

## Pathobiochemie
Ein Protein-S-Mangel kann dementsprechend zu Thrombosen führen. Ein heterozygoter Gendefekt führt dabei zu einem erhöhten Risiko, eine venöse Thrombose zu erleiden. Ein homozygoter Gendefekt ist nicht mit dem Leben vereinbar, betroffene Patienten erleiden bereits während der Fetalperiode ernste Thrombosen oder leiden unter Störungen der Entwicklung des Gefäßsystems.